# 발린트 언드라시

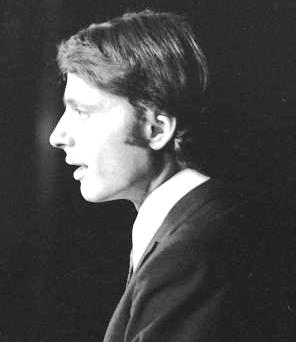

발린트 언드라시(헝가리어: Bálint András, 1943년 4월 26일 ~ )는 헝가리의 배우이다. 페치에서 태어났다.

## 영화
- 부다페스트 (2009년)
- 달과 별들 (2006년)
- 글루미 선데이 (1999년)
- 시티즌 X (1995년)
- 특전사 로이스 (1994년)
- 스탈린 (1992년)
- 미스터 발렌베르크 (1990년)
- 레들 대령 (1985년)
- 25명의 소방관의 거리 (1973년)
- 붉은 시편 (1971년)
- 사랑에 관한 영화 (1970년)
- 대결 (1969년)
- 아버지 (1966년)
- 에이지 오브 데이드리밍 (1965년)